# Alexander Salomon

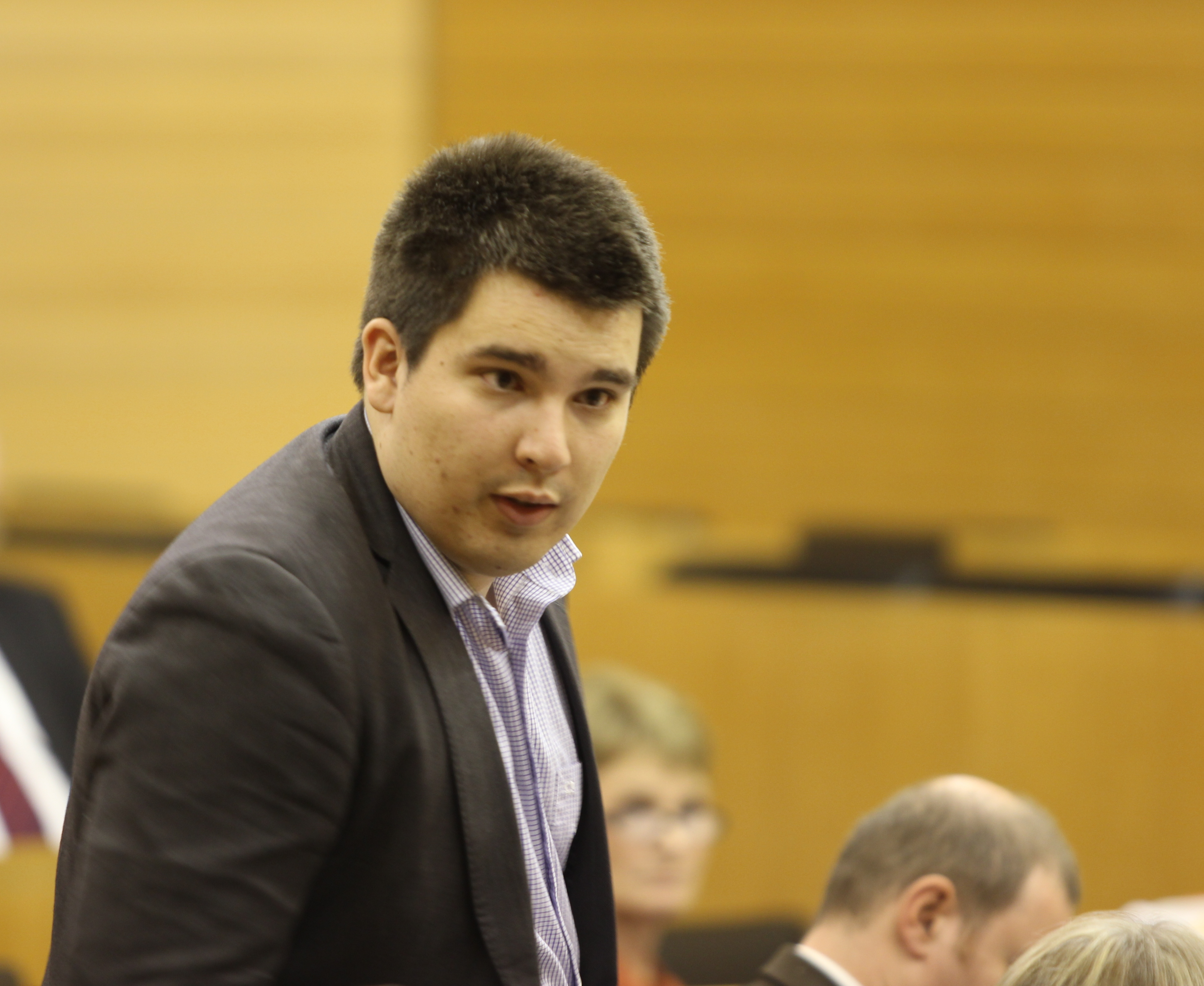
Alexander Salomon 2013 im Landtag von Baden-Württemberg

Alexander Salomon (* 6. August 1986 in Karlsruhe) ist ein deutscher Politiker (Bündnis 90/Die Grünen) und seit 2011 Abgeordneter für den Landtagswahlkreis Karlsruhe II.

## Ausbildung
Salomon besuchte das Helmholtz-Gymnasium in Karlsruhe und studierte Rechtswissenschaften an der Johannes Gutenberg-Universität Mainz.

## Politische Laufbahn
Salomon engagierte sich schon früh in der Grünen Jugend. Hier war er Fachforenkoordinator Demokratie & Recht. Als Vertreter von Campusgrün war er Mitglied im Studierendenparlament der Universität Mainz und Finanzreferent des AStA. Auch engagierte er sich bei den Umweltschutzorganisationen BUND und Greenpeace.

## Landtagsabgeordneter

### Wahlergebnisse
Bei der Landtagswahl 2011 erreichte Salomon 30,3 % der abgegebenen Stimmen im Landtagswahlkreis Karlsruhe II und blieb damit 0,3 % hinter der erstplatzierten Kathrin Schütz von der CDU. Mit dem Zweitmandat konnte er als damals jüngster Abgeordneter in den baden-württembergischen Landtag einziehen.
Fünf Jahre später bei den Landtagswahlen 2016 errang er das Erstmandat mit 35,1 %. Die zweitplatzierte Kathrin Schütz erhielt 21 %.
Bei der Landtagswahl 2021 konnte er sein Direktmandat mit 38,6 Prozent der Stimmen verteidigen.

### Fraktion
In der Landtagsfraktion von Bündnis 90/Die Grünen ist er Sprecher für Medien- und Netzpolitik sowie Sprecher für Wissenschaft und Hochschule. In seiner Fraktion leitet er den Arbeitskreis Wissenschaft, Forschung, Kunst. In der vorherigen Wahlperiode war Salomon Sprecher beim Bündnis 90/Die Grünen für vier Politikfelder: Datenschutz, Medien- und Netzpolitik, Studentische Belange und Rechtsextremismus.

### Ausschussmitgliedschaften
In der 15. Wahlperiode war Salomon vertreten im Ausschuss für Inneres, im Ausschuss für Wissenschaft, Forschung und Kunst, im Petitionsausschuss und im Untersuchungsausschuss Rechtsterrorismus/NSU BW I.
In der 16. Wahlperiode war Salomon vertreten im Ausschuss für Finanzen, im Ausschuss für Wissenschaft, Forschung und Kunst, im Petitionsausschuss, im Untersuchungsausschuss Rechtsterrorismus/NSU BW II, sowie im Untersuchungsausschuss Zulagen Ludwigsburg.

## Ehrenämter
- Mitglied im Rundfunkrat des Südwestrundfunks (Rundfunkrat, Programmausschuss Information, Ausschuss für Recht und Technik, Landesrundfunkrat Baden-Württemberg, Landesprogrammausschuss Baden-Württemberg)[14][15]
- Hochschulrat der Karlshochschule International University[9]
- Kuratorium der Freunde des Naturkundemuseums Karlsruhe[9]
- Kuratorium der Hochschule Karlsruhe – Technik und Wirtschaft (HsKA)[9]
- Kuratorium der Landesvereinigung Baden in Europa e. V.[9]
- Stiftungsrat des Zentrums für Kunst und Medien[9]
- Verwaltungsrat des Badischen Staatstheaters[9]
- Mitglied im Aufsichtsrat der Medien- und Filmgesellschaft Baden-Württemberg[16][9]
- Kassierer im Vorstand des Lernorts Zivilcourage & Widerstand (Gründungsmitglied)[17]

## Frühere Beratertätigkeit
Salomon war im Fachbeirat Team MeX – Mit Zivilcourage gegen Rechtsextremismus, einem Projekt zur Extremismusprävention der Landeszentrale für politische Bildung Baden-Württemberg, sowie im wissenschaftlichen Beirat des Hauses der Geschichte Baden-Württemberg.

## Privates
Alexander Salomon ist verheiratet. Er ist deutscher und portugiesischer Staatsbürger.

## Mitgliedschaften
- Freundeskreis Naturschutzzentrum Karlsruhe-Rappenwört e. V.[9]